# Phyllanthus geniculatostemon
Phyllanthus geniculatostemon är en emblikaväxtart som beskrevs av Jean F.Brunel. Phyllanthus geniculatostemon ingår i släktet Phyllanthus och familjen emblikaväxter.
Artens utbredningsområde är Uganda. Inga underarter finns listade i Catalogue of Life.